# アックアサンタ・テルメ
アックアサンタ・テルメ（伊: Acquasanta Terme）は、イタリア共和国マルケ州アスコリ・ピチェーノ県にある、人口約2,500人の基礎自治体（コムーネ）。

## 地理

### 位置・広がり
アスコリ・ピチェーノ県南西部のコムーネ。県都アスコリ・ピチェーノから南西へ16km、アマトリーチェから北北東へ18km、ノルチャから東へ26kmの距離にある。

#### 隣接コムーネ
隣接するコムーネは以下の通り。括弧内のTEはテーラモ県所属を示す。
- ロッカフルヴィオーネ - 北
- アスコリ・ピチェーノ - 北東
- アルクアータ・デル・トロント - 西
- ヴァッレ・カステッラーナ (TE) - 南
- モンテガッロ - 北西

### 地勢
トロント川が西から東へ流れる。

### 気候分類・地震分類
アックアサンタ・テルメにおけるイタリアの気候分類 (it) および度日は、zona E, 2120 GGである。
また、イタリアの地震リスク階級 (it) では、zona 2 (sismicità media) に分類される。

## 行政

### 分離集落
アックアサンタ・テルメには、以下の分離集落（フラツィオーネ）がある。
- Agore, Arli, Arola, Cagnano, Capodirigo, Centrale, Cocoscia, Collefalciano, Colle Frattale, Corneto, Falciano, Farno, Favalanciata, Fleno, Forcella, Luco, Matera, Novele, Paggese, Peracchia, Piandelloro, Piedicava, Pito, Poggio Farno, Pomaro, Ponte d'Arli, Pozza, Quintodecimo, Rocca Monte Calvo, San Giovanni, San Gregorio, San Martino, Santa Maria, San Paolo, San Pietro d'Arli, San Vito, Tallacano, Torre Santa Lucia, Umito, Vallecchia Monte Acuto, Vallecchia Monte Calvo, Valledacqua, Vallefusella, Venamartello, Vosci